# Vikingaborgen i Trelleborg
Vikingaborgen i Trelleborg (också kallad Trelleborgen) är en rekonstruktion uppförd 1995 av en fjärdedel av den vikingatida borg man funnit spår av i samband med uppdragsutgrävningar i Trelleborg under slutet av 1980-talet. Den ingår i ett system av vikingatida borgar. Andra borgar i komplexet är bland annat (innerdiameter) Aggersborg norr om Limfjorden (240 m) och Fyrkat vid Hobro (120 m) på Jylland, Nonnebakken i Odense (120 m), Trelleborg vid Slagelse (136 m) i Danmark, och Borgeby (150 m) i Skåne.

## Historia
Borgen är troligtvis en av Harald Blåtands borganläggningar. Ett antal C14-prover anger dock den sannolika åldern till runt åren 974–980. Harald Blåtand var kung i Danmark och Skåne. Kungen hade tvångskristnat sina undersåtar och skaffat sig många fiender. Han behövde borgarna för att kontrollera landet, inte minst mot sonen Sven Tveskägg, som revolterade. Efter inbördeskriget som följde mördades Harald. Sven tog över rodret och borgen i Trelleborg fick förfalla. Andra trelleborgar brändes.

## Upptäckten av borgen och rekonstruktion
Spåren av trelleborgen i Trelleborg upptäcktes i samband med arkeologiska undersökningar som påbörjades sommaren 1988. År 1989 revs det gamla sockerbruket från 1889. Det planerades att i stället uppföra nya attraktiva bostadshus i kvarteret Gröningen. Vid exploatering av detta stadskvarter i västra delen av Trelleborg upptäcktes rester efter en borganläggning. Genom de utgrävningar som skedde under åren 1988–1991 kunde rester efter mer än en fjärdedel av en vikingatida ringvallsborg friläggas.
Borgen grävdes fram av arkeologen Bengt Jacobsson. Trelleborgen hade en inre diameter på 125 meter och man tror att den var sex meter hög. Rekonstruktionen utfördes av arkeologen Eje Arén och arkitekten Eva Arén. Stockarna till palissaden gallrades fram ur ekskogar kring de skånska slotten. Den rekonstruerade borgen invigdes i juni 1995. Under första året registrerades 40 000 besök. År 2005 bygges en amfiteater på borgområdet.
När borgen anlades låg den cirka 200 meter från Östersjöns strand men direkt väster om borgen har en lagun gått in. Vikingaskeppen har således kunnat landas direkt utanför borgens vallar. Borgen har bestått av en hög ringvall och framför denna en vallgrav. Formen har varit cirkulär men den avviker något från cirkelformen i det sydöstra vallområdet.
Ringborgen har haft fyra portlägen – ett åt vardera väderstrecket. Avståndet mellan den västra och den östra porten har varit 143 meter. Vallens utsida har täckts av en palissad. En yttre palissadlinje av kluvna stockar påträffades också. Dessa stockar har lutat in mot vallen och kan ha haft till funktion att stötta den inre palissaden för att motverka jordtrycket. Vid utgrävningen kunde man konstatera att det funnits två byggfaser. Först har man kastat upp en lägre ringvall vilken senare förhöjts. Efter utgrävningen utlades området som en historisk sevärdhetsplats där man rekonstruerat en fjärdedel av den forna borgvallen. Man har också gjort en rekonstruktion av den västra borgporten. Innanför vallen har uppförts ett rekonstruerat hus från 1300-talet vars rester också påträffades på platsen.
Till den uppförda borganläggningen finns ett vikingamuseum och här finns också ett antal rekonstruerade vikingahus.

## Galleri

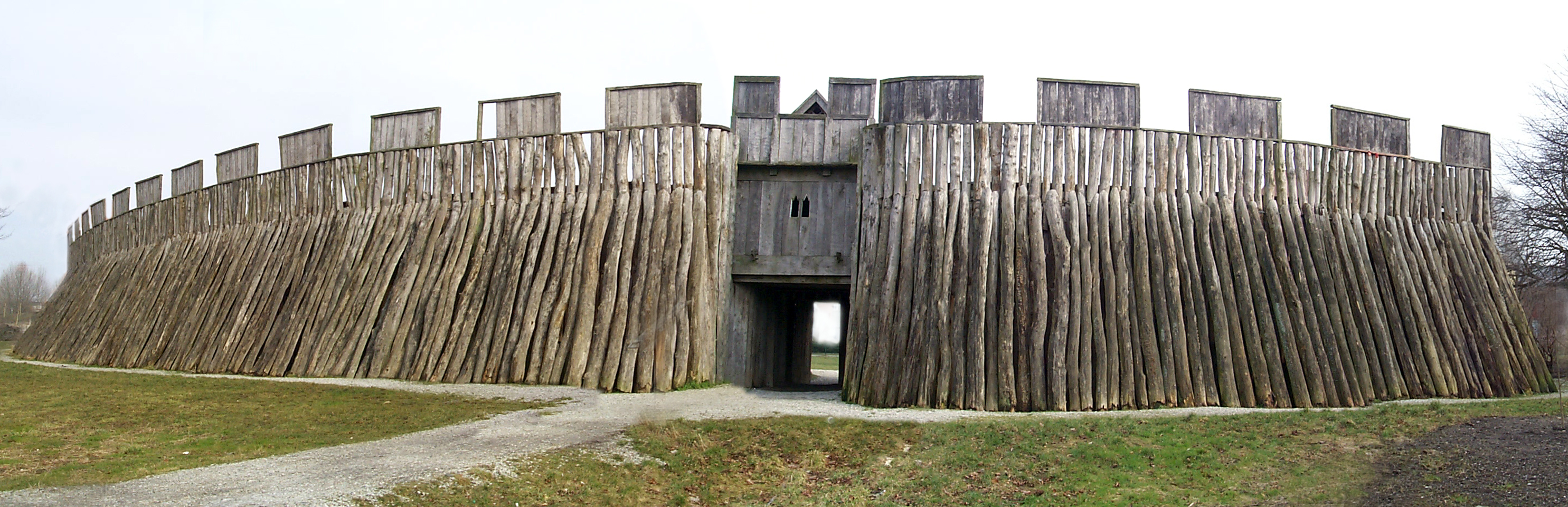
Den rekonstruerade vikingaborgen.
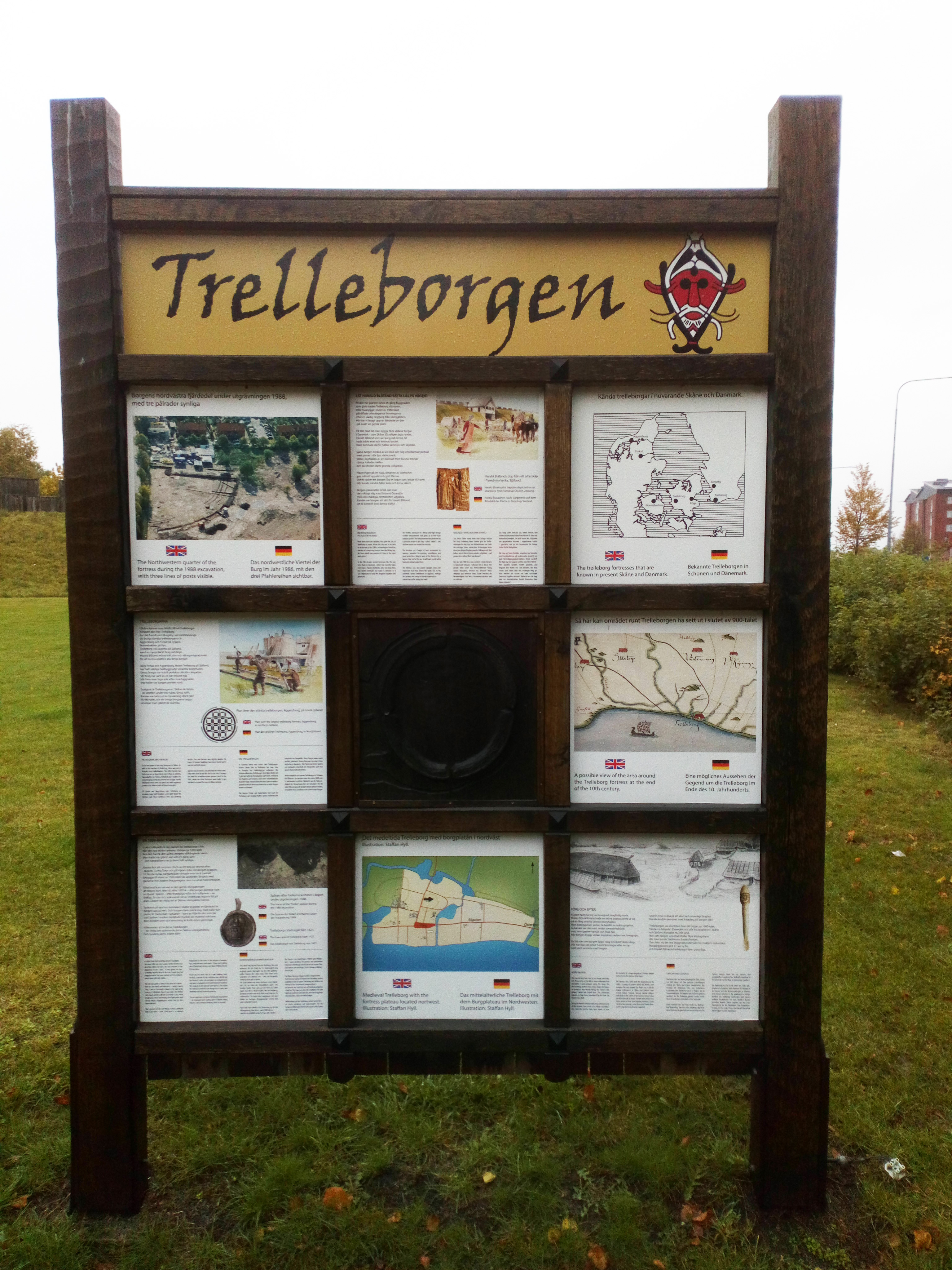
Informationsskylt, Trelleborgen.
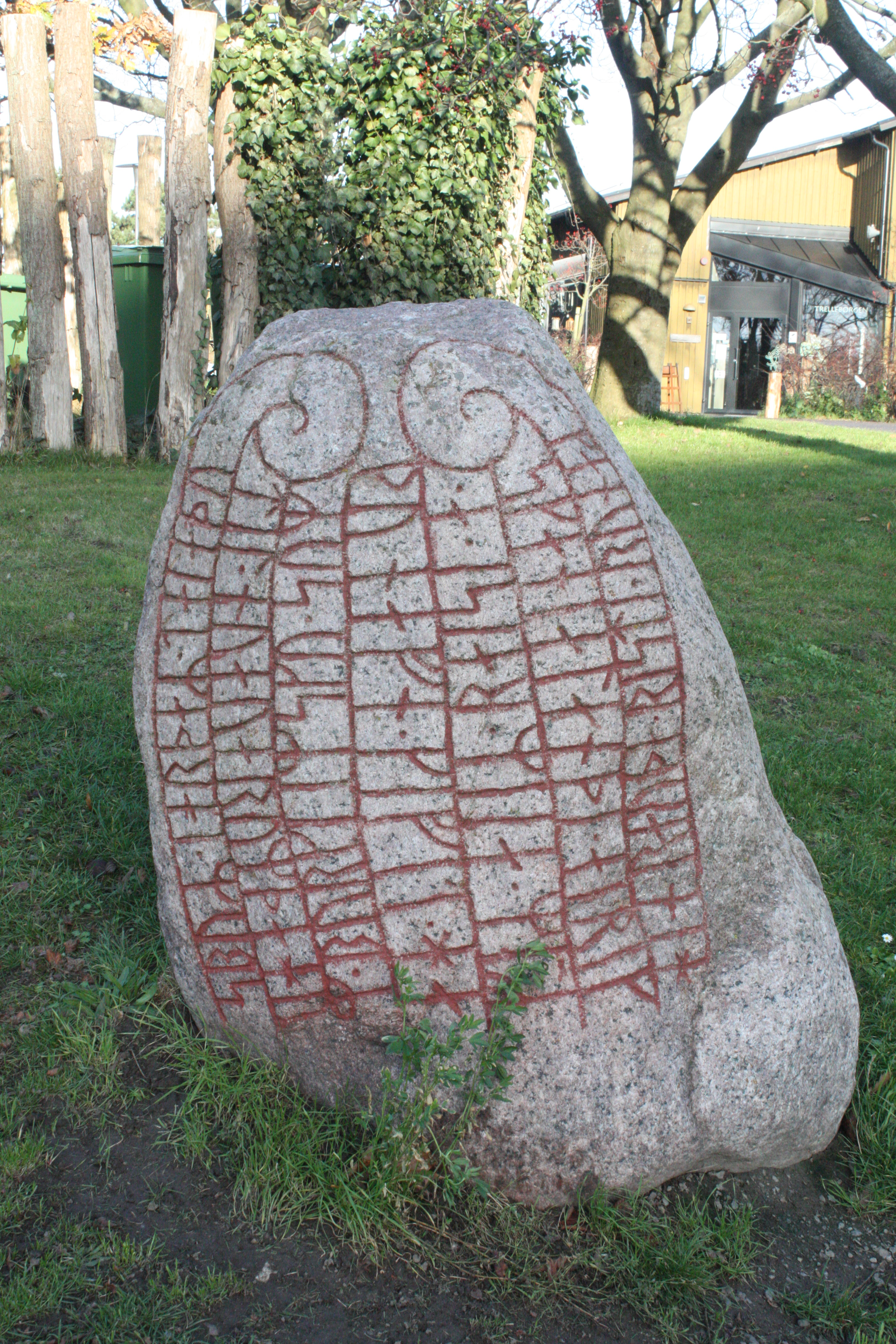
Runsten vid Trelleborgen.
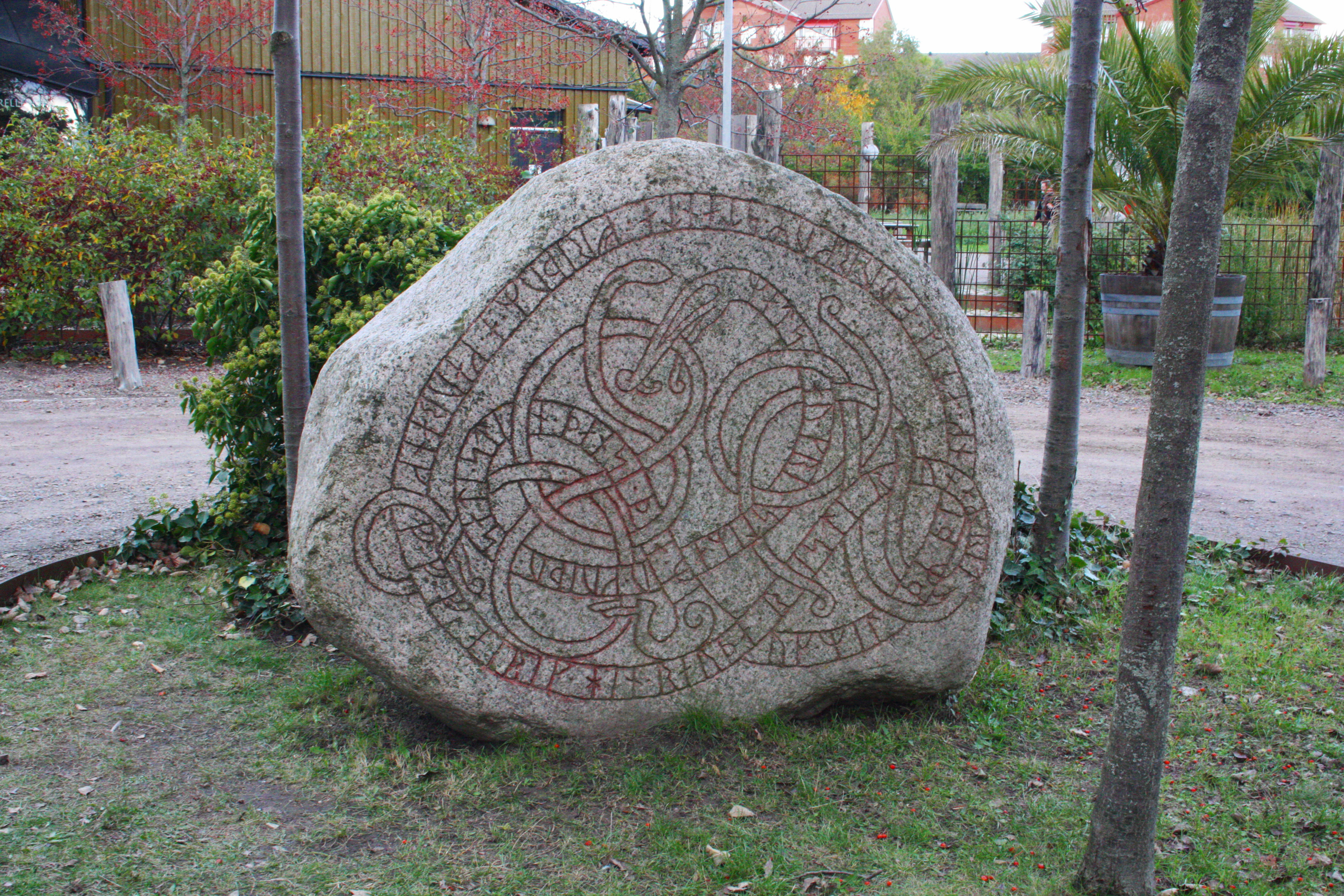
Runsten vid Trelleborgen.
Vikingagården i Trelleborgen.